# Scopolia carniolica
Scopolia carniolica és una espècie de planta verinosa dins la família solanàcia. Les seves flors són de color viola fosc i la planta fa fins a 60 cm d'alt. Conté grans quantitats de l'alcaloide atropina que és verinós.
A Espanya figura dins la llista de plantes de venda regulada.
Scopolia carniolica creix en sòls humits de fagedes del sud-est d'Europa.
Carl Linnaeus li va donar el nom científic en honor de metge Giovanni Antonio Scopoli com Hyoscyamus scopolia. Nikolaus Joseph von Jacquin la va classificar dins el gènere Scopolia.
Aquesta planta és font de l'escopolamina, usada abans com anestèsic.